# Чайкув (Каліський повіт)
Чайкув (пол. Czajków) — село в Польщі, у гміні Блізанув Каліського повіту Великопольського воєводства.
Населення — 208 осіб (2011).
У 1975-1998 роках село належало до Каліського воєводства.

## Демографія
Демографічна структура станом на 31 березня 2011 року:
|          | Загалом | Допрацездатний вік | Працездатний вік | Постпрацездатний вік |
| -------- | ------- | ------------------ | ---------------- | -------------------- |
| Чоловіки | 109     | 22                 | 75               | 12                   |
| Жінки    | 99      | 21                 | 57               | 21                   |
| Разом    | 208     | 43                 | 132              | 33                   |